# Unión 20 de Junio
Unión 20 de Junio är en ort i Mexiko.   Den ligger i kommunen Calakmul och delstaten Campeche, i den östra delen av landet, 1 000 km öster om huvudstaden Mexico City. Unión 20 de Junio ligger 190 meter över havet och antalet invånare är 449.
Terrängen runt Unión 20 de Junio är platt. Runt Unión 20 de Junio är det mycket glesbefolkat, med 2 invånare per kvadratkilometer. Unión 20 de Junio är det största samhället i trakten. I omgivningarna runt Unión 20 de Junio växer i huvudsak städsegrön lövskog.